# Франц Рантцау
Франц (Францискус) Рантцау (на немски: Frantz Rantzau; Franciscus von Rantzau; * 28 август 1555 в Зегеберг; † 21 февруари 1612 в Скеллинге Хеде) е благородник от Рантцау в Южен Шлезвиг-Холщайн, господар на имението Шьонвайде (част от Гребин) в района на Пльон в Шлезвиг-Холщайн.
Той е най-големият син (от седем сина и пет дъщери) на хуманиста Хайнрих Рантцау (1526 – 1598), датски щатхалтер в кралската част на Шлезвиг-Холщайн (1556 – 1598), и съпругата му Кристина фон Хале (1533 – 1603), дъщеря на Франц фон Хале-Дракенбург-Ринтелн (1509 – 1553) и Кристина Рамел († 1533). Брат е на Брайде Рантцау (1556 – 1618), 1602. г. щатхалтер на Копенхаген, и Герд/Герхард Рантцау (1558 – 1627), датски щатхалтер в кралската част на Шлезвиг-Холщайн (1600 – 1627).
Франц Рантцау е господар в Брайтенбург, служител на принц Филип Вилхелм Орански, синът на Вилхелм Орански, и дворцов юнкер през 1577 г.
Дворецът Шьонвайде изгаря през 2000 г.

## Фамилия
Франц Рантцау се жени на 4 октомври 1584 г. за Анна Розенкрантц (* 12 май 1566; † 18 октомври 1618), наследничка на Зьохолм, дъщеря на Еирик Отесон Розенкрантц († 1575) и Хелвиг Якобсдотер Харденберг, наследничка на Аресков (1540 – 1599). Те имат децата:
- Фредерик Рантцау (* 4 февруари 1590 в Силкеборг; † 13 януари 1645), господар на Силкеборг, женен I. на 1 май 1621 г. за Маргрета Клаусдатер Подебуск (* сл. 1598; † ок. 1632, Силкеборг), II. на 5 февруари 1632 г. във Фиборг (или ок. 1630) за Ида Скеел (* 1610, Асдал; † 1684)
- Йохан Рантцау (1597 – 1638), господар на Ратцау, женен за Дорте фон Герсдорф (1602 – 1626)
- Хайнрих Рантцау Младия (* 26 януари 1599; † 16 януари 1674), датски съветник, пътува в Ориента